# 毛鈺
毛鈺（1621年—？），原名承斗，後改名钰，明末浙江杭州府钱塘县人，祖籍山西平阳，出生于辽阳，是平辽总兵毛文龙唯一的儿子，系其妾文氏生于天启元年（1621年），辽阳失陷后，被毛文龙的好友徐镇静救出，送往钱塘故宅，崇祯十二年（1639年）补杭州府生员，后入太学。
清兵入关后，平西王吴三桂、定南王孔有德、平南王尚可喜、靖南王耿仲明等將領，皆为毛文龙旧部、纷纷派遣使者邀请毛承斗，并向清廷荐其为官，毛承斗坚决拒绝出仕清朝，并说：“愚不任官事，且惧违先将军志也。”后孔有德于湖北驻兵时，毛承斗受家乡父老托付，前往拜会，欲说服其反清，没有成功，只好返回钱塘老家，不久病故。著有《东江疏揭塘报节抄》。子毛有韩。

## 引用
1. ↑  《表忠录·毛将军文龙传》：“钰年十九，补学生杭州，后入太学。”
2. ↑  《庭闻录》卷6：“三桂少时，曾为毛文龙部将。”
3. ↑  《表忠录·毛将军文龙传》：“清初，大将军故部曲，多为元勋，爵为王公，争遣使迎钰，礼之甚恭，数欲荐钰为大官。钰固辞曰：‘愚不任官事，且惧惟先将军志也。’”